# Enekbatus dualis
Enekbatus dualis är en myrtenväxtart som beskrevs av Malcolm Eric Trudgen och Barbara Lynette Rye. Enekbatus dualis ingår i släktet Enekbatus och familjen myrtenväxter. Inga underarter finns listade i Catalogue of Life.